# Dromaeosauroides
Genre
Espèce
Dromaeosauroides est un genre éteint de dinosaures théropodes de la famille des Dromaeosauridae.
Ce genre ne comprend qu'une seule espèce, Dromaeosauroides bornholmensis, découverte au Danemark et datée du Berriasien supérieur, soit il y a environ 140 Ma (millions d'années),.

## Systématique
Le genre Dromaeosauroides et l'espèce Dromaeosauroides bornholmensis ont été décrits en 2003 par les paléontologues danois Per Christiansen (d) et Niels Bonde (d).

## Découverte
Au cours des années 1990, le projet Fossil (dissous en 2005) a été formé par un groupe de chômeurs qui ont reçu un financement du Danemark et de la CEE pour entretenir des sites géologiques à Bornholm.  L'un d'eux, "le bac à sable de Carl Nielsen" dans la vallée de Robbedale (à ne pas confondre avec la Formation de Robbedale, où aucun reste de vertébré n'a été trouvé), fait partie de la Formation de Jydegaard.  Cette formation est âgée de 140 millions d'années et date du stade berriasien supérieur (ou ryazanien) du début du crétacé.  Le Fossil Project a tamisé du sable sur ces sites en coopération avec le centre d'interprétation NaturBornholm, qui a exposé les fossiles découverts.  En septembre 2000, les paléontologues danois Per Christiansen et Niels Bonde ont donné un cours de terrain sur le site, "La chasse aux dinosaures danois". En septembre 2000, les paléontologues danois Per Christiansen et Niels Bonde ont donné un cours de terrain sur le site, "La chasse aux dinosaures danois".  Pendant le cours, l'étudiante en géologie Eliza Jarl Estrup a trouvé une dent de théropode, le premier dinosaure découvert sur le territoire danois, et la découverte a été enregistrée par une chaîne de télévision locale. [3]

## Étymologie
L'épithète spécifique, composée de bornholm et du suffixe latin -ensis, « qui vit dans, qui habite », a été donnée en référence au lieu de sa découverte, l'île de Bornholm au Danemark. 

## Publication originale
- (en) Per Christiansen et Niels Bonde, « The first dinosaur from Denmark », Neues Jahrbuch für Geologie und Paläontologie. Abhandlungen, vol. 227, no 2,‎ février 2003, p. 287-299 (ISSN 0077-7749 et 2363-717X, lire en ligne).